# Consonne bilabiale
Cette page contient des caractères spéciaux ou non latins. S’ils s’affichent mal (▯, ?, etc.), consultez la page d’aide Unicode.
 (avril 2017).
Si vous disposez d'ouvrages ou d'articles de référence ou si vous connaissez des sites web de qualité traitant du thème abordé ici, merci de compléter l'article en donnant les références utiles à sa vérifiabilité et en les liant à la section « Notes et références ».
Une consonne bilabiale ou, par souci de concision, une bilabiale désigne, en phonétique articulatoire, une consonne labiale dont le lieu d'articulation est situé au niveau des lèvres. Elle est réalisée par rapprochement des lèvres inférieure et supérieure.
Le français comporte les bilabiales [b], [p] et [m].

## Bilabiales de l'API
L'alphabet phonétique international recense les bilabiales suivantes :
| API | Description                          | Exemple         | Exemple     | Exemple | Exemple       |
| --- | ------------------------------------ | --------------- | ----------- | ------- | ------------- |
| API | Description                          | Langue          | Orthographe | API     | Signification |
| p   | Occlusive bilabiale sourde           | Français        | pépé        | [pepe]  |               |
| b   | Occlusive bilabiale voisée           | Anglais         | bed         | [bɛd]   | Lit           |
| m   | Occlusive nasale bilabiale voisée    | Allemand        | mich        | [miç]   | Moi           |
| ʙ   | Roulée bilabiale voisée              | Naosu           |             |         |               |
| ɸ   | Fricative bilabiale sourde           | Japonais        | 富士 (fuji) | [ɸuʝi]  | Fuji          |
| β   | Fricative bilabiale voisée           | Néerlandais     | waar        | [βa:ɾ]  | Vrai          |
| β̞   | Spirante bilabiale voisée            | Espagnol        | lobo        | [loβ̞o]  | Loup          |
| pʼ  | Occlusive éjective bilabiale sourde  | Géorgien        | ფ           | [pʼ]    |               |
| ɸʼ  | Fricative éjective bilabiale sourde  |                 |             |         |               |
| ɓ   | Occlusive injective bilabiale voisée | Vietnamien      | bà          | [ʔɓɐ̤ː]  | Vous          |
| ʘ   | Clic bilabial                        | Langues khoïsan |             |         |               |

La labialisation se note à l'aide du symbole en exposant [ʷ].